# Nicolás Jarry
Nicolás Jarry Fillol (* 11. Oktober 1995 in Santiago de Chile) ist ein chilenischer Tennisspieler. Er ist ein Enkel des Tennisspielers Jaime Fillol.

## Karriere
Nicolás Jarry spielte zunächst hauptsächlich auf der ATP Challenger Tour und der ITF Future Tour. Auf der Challenger Tour gewann er bis jetzt fünf Titel im Einzel sowie acht Titel im Doppel. Im November 2017 schaffte er mit dem 99. Platz zum ersten Mal den Sprung in die Top 100 der Weltrangliste.
Nicolás Jarry spielt seit 2013 für die chilenische Davis-Cup-Mannschaft. Für diese trat er in sieben Begegnungen an, wobei er im Einzel eine Bilanz von 4:4 und im Doppel eine Bilanz von 3:3 aufzuweisen hat.
Im Januar 2020 teilte der Tennisweltverband ITF mit, dass Jarry aufgrund einer positiven Dopingprobe beim Davis Cup 2019 vorläufig vom Spielbetrieb auf der Tour ausgeschlossen sei. Er könne jedoch gegen seine Sperre Einspruch einlegen. Im April 2020 wurde die Sperre gegen ihn rechtskräftig und er wurde rückwirkend vom 16. Dezember 2019 bis 15. November 2020 gesperrt.

## Erfolge
| Legende (Anzahl der Siege)  |
| Grand Slam                  |
| ATP World Tour Finals       |
| ATP World Tour Masters 1000 |
| ATP World Tour 500 (1)      |
| ATP World Tour 250 (4)      |
| ATP Challenger Tour (13)    |

| Titel nach Belag |
| Hartplatz (0)    |
| Sand (5)         |
| Rasen (0)        |

### Einzel

#### Turniersiege

##### ATP World Tour
| Nr. | Datum         | Turnier           | Belag | Finalgegner             | Ergebnis        |
| --- | ------------- | ----------------- | ----- | ----------------------- | --------------- |
| 1.  | 21. Juli 2019 | Båstad            | Sand  | Juan Ignacio Londero    | 7:67, 6:4       |
| 2.  | 5. März 2023  | Santiago de Chile | Sand  | Tomás Martín Etcheverry | 6:75, 7:65, 6:2 |
| 3.  | 27. Mai 2023  | Genf              | Sand  | Grigor Dimitrow         | 7:61, 6:1       |

##### ATP Challenger Tour
| Nr. | Datum             | Turnier           | Belag     | Finalgegner           | Ergebnis       |
| --- | ----------------- | ----------------- | --------- | --------------------- | -------------- |
| 1.  | 16. Juli 2017     | Medellín          | Sand      | João Souza            | 6:1, 3:6, 7:60 |
| 2.  | 3. September 2017 | Quito             | Sand      | Gerald Melzer         | 6:3, 6:2       |
| 3.  | 18. November 2017 | Santiago de Chile | Sand      | Marcelo Arévalo       | 6:1, 7:5       |
| 4.  | 26. April 2021    | Salinas           | Hartplatz | Nicolás Mejía         | 7:67, 6:1      |
| 5.  | 31. Oktober 2021  | Lima              | Sand      | Juan Manuel Cerúndolo | 6:2, 7:5       |

#### Finalteilnahmen
| Nr. | Datum            | Turnier      | Belag    | Finalgegner         | Ergebnis       |
| --- | ---------------- | ------------ | -------- | ------------------- | -------------- |
| 1.  | 4. März 2018     | São Paulo    | Sand (i) | Fabio Fognini       | 6:1, 1:6, 4:6  |
| 2.  | 25. Mai 2019     | Genf         | Sand     | Alexander Zverev    | 3:6, 6:3, 6:78 |
| 3.  | 18. Februar 2024 | Buenos Aires | Sand     | Facundo Díaz Acosta | 3:6, 4:6       |
| 4.  | 19. Mai 2024     | Rom          | Sand     | Alexander Zverev    | 4:6, 5:7       |

### Doppel

#### Turniersiege

##### ATP World Tour
| Nr. | Datum            | Turnier        | Belag | Partner                 | Finalgegner                            | Ergebnis          |
| --- | ---------------- | -------------- | ----- | ----------------------- | -------------------------------------- | ----------------- |
| 1.  | 11. Februar 2018 | Quito          | Sand  | Hans Podlipnik-Castillo | Austin Krajicek Jackson Withrow        | 7:66, 6:3         |
| 2.  | 24. Februar 2019 | Rio de Janeiro | Sand  | Máximo González         | Thomaz Bellucci Rogério Dutra da Silva | 6:73, 6:3, [10:7] |

##### ATP Challenger Tour
| Nr. | Datum            | Turnier               | Belag | Partner                      | Finalgegner                           | Ergebnis          |
| --- | ---------------- | --------------------- | ----- | ---------------------------- | ------------------------------------- | ----------------- |
| 1.  | 19. April 2014   | Santiago de Chile (1) | Sand  | Cristian Garín               | Jorge Aguilar Hans Podlipnik-Castillo | kampflos          |
| 2.  | 25. Oktober 2014 | Córdoba               | Sand  | Marcelo Demoliner            | Hugo Dellien Juan Ignacio Londero     | 6:3, 7:5          |
| 3.  | 9. Juli 2016     | Cali                  | Sand  | Hans Podlipnik-Castillo      | Erik Crepaldi Daniel Dutra da Silva   | 6:1, 7:66         |
| 4.  | 11. März 2017    | Santiago de Chile (2) | Sand  | Tomás Barrios Vera           | Máximo González Andrés Molteni        | 6:4, 6:3          |
| 5.  | 12. August 2017  | Floridablanca         | Sand  | Sergio Galdós                | Sekou Bangoura Evan King              | 6:3, 5:7, [10:1]  |
| 6.  | 9. Oktober 2021  | Santiago de Chile (3) | Sand  | Diego Hidalgo                | Evan King Max Schnur                  | 6:3, 5:7, [10:6]  |
| 7.  | 24. Oktober 2021 | Bogotá                | Sand  | Roberto Quiroz               | Nicolás Barrientos Alejandro Gómez    | 6:74, 7:5, [10:4] |
| 8.  | 9. April 2022    | Mexiko-Stadt          | Sand  | Matheus Pucinelli de Almeida | Jonathan Eysseric Artem Sitak         | 6:2, 6:3          |

## Abschneiden bei Grand-Slam-Turnieren

### Herreneinzel
| Turnier         | 2015 | 2016 | 2017 | 2018 | 2019 | 2020 | 2021 | 2022 | 2023 | 2024 | 2025 | Karriere |
| --------------- | ---- | ---- | ---- | ---- | ---- | ---- | ---- | ---- | ---- | ---- | ---- | -------- |
| Australian Open | Q1   | —    | —    | 1    | 1    | —    | —    | —    | 2    | 1    | 1    | 2        |
| French Open     | Q1   | —    | 1    | 1    | 1    | —    | —    | Q3   | AF   | 1    | 1    | AF       |
| Wimbledon       | Q1   | —    | 1    | 2    | 1    |      | —    | —    | 3    | 1    | AF   | AF       |
| US Open         | Q1   | —    | Q2   | 2    | 1    | —    | —    | 1    | 3    | 1    |      | 3        |

Zeichenerklärung: S = Turniersieg; F, HF, VF, AF = Einzug ins Finale / Halbfinale / Viertelfinale / Achtelfinale; 1, 2, 3 = Ausscheiden in der 1. / 2. / 3. Hauptrunde; Q1, Q2, Q3 = Ausscheiden in der 1. / 2. / 3. Qualifikationsrunde; nicht ausgetragen

### Herrendoppel
| Turnier         | 2018 | 2019 | 2020 | 2021 | 2022 | 2023 | 2024 | 2025 | Karriere |
| --------------- | ---- | ---- | ---- | ---- | ---- | ---- | ---- | ---- | -------- |
| Australian Open | —    | AF   | —    | —    | —    | —    | —    | —    | AF       |
| French Open     | VF   | —    | —    | —    | —    | 2    | —    | 1    | VF       |
| Wimbledon       | AF   | 1    |      | —    | —    | —    | —    | —    | AF       |
| US Open         | VF   | 1    | —    | —    | —    | —    | 1    |      | VF       |

### Junioreneinzel
| Turnier         | 2013 | Karriere |
| --------------- | ---- | -------- |
| Australian Open | 1    | 1        |
| French Open     | 1    | 1        |
| Wimbledon       | 1    | 1        |
| US Open         | 2    | 2        |

### Juniorendoppel
| Turnier         | 2013 | Karriere |
| --------------- | ---- | -------- |
| Australian Open | 1    | 1        |
| French Open     | F    | F        |
| Wimbledon       | 1    | 1        |
| US Open         | 1    | 1        |